# 岐阜髙島屋
岐阜髙島屋（ぎふたかしまや）は、岐阜県岐阜市日ノ出町にあった百貨店。大手百貨店・株式会社髙島屋の連結子会社である株式会社岐阜髙島屋が運営していた。

## 概要

### 出店まで
当時、岐阜市最大の繁華街であった柳ヶ瀬地区（柳ヶ瀬市街地再開発地区）の再開発の発端は、1969年5月10日に旧防災建築街区造成法により「柳ヶ瀬第三防災建築街区」（面積5.4300ha）の指定を受けたことによる。
これ以後、旧岐阜劇場など地区内周辺に映画館などを保有する地権者だった岐阜土地興業が中心となって建物の共同建築化の計画が進められた。当初は東西2つのブロックが別個の組織で話し合いを進めていたが、ビル経営の採算上から大規模ビルを建築することに計画を変更し、2ブロックを合併して1つの工区の組合として進めることとなった。具体的な着手は1973年（昭和48年）で、防災建築街区造成事業として出発し、1973年8月22日に権利者によるビル保有会社「株式会社平和ビル」を設立登記し、1974年（昭和49年）5月23日に地鎮祭を行った。
ビル建設当初は西武百貨店の出店の話もあったが、1974年8月にヤナゲンが70％・髙島屋が30％を出資して資本金1億円で「株式会社 ヤナゲン高島屋」を設立。
1975年（昭和50年）11月12日に高度利用地区指定と都市計画決定により「柳ヶ瀬防災建築街区造成組合」（日ノ出町・金町）の事業を継承する「柳ヶ瀬第一種市街地再開発事業」へ事業を切り替え、1976年（昭和51年）3月27日に「柳ヶ瀬市街地再開発組合」を設立認可（3月30日公告）、4月30日に「柳ヶ瀬市街地再開発組合」を創立した（6月30日公示）。
1976年7月19日に「株式会社 ヤナゲン高島屋」が売り場面積約20,767m2で届け出たが、開店が遅れた影響もありヤナゲンは10月に出店を断念した。その後、髙島屋はビルの建設を進めていた岐阜土地興業と共同の出店に切り替え、同社と折半出資の「岐阜髙島屋」となり、10月8日に同社を平和ビルのキーテナントに正式に決定した。
当初の計画では18,000m2を岐阜髙島屋が占有し、3,000m2をその他の一般事業者が使用、残りをパブリックスペースに割り当てる予定だった。お膝元の岐阜柳ケ瀬商店街振興組合連合会は客足の繋がりを期待して岐阜髙島屋の要望した18,000m2の売り場面積を了承したが、駅前商店街を中心とする岐阜市商店街振興組合のクレームにより売り場面積は16,000m2に減らされている。
1977年（昭和52年）9月22日に竣工し、9月23日に「岐阜髙島屋」が開店した。当時の『岐阜日日新聞』は「当日はファンファーレが鳴り、千個の風船が飛び、3個のくす玉が割られ、開店前に並んだ千人がなだれ込んだ。初日は12万人の来場があり、売上高は1億5千万円に上った。」と報じている。

### 開店当初
開店当時は、1階と2階は天井高7.2mの吹き抜け構造のピロティで、周囲に幅4mの小川がある公開空地「バラの広場」があり、美術展やコンサート、地元芸能など様々な催事に用いた。「バラの広場」は一般公募による命名である。再開発ビルが2つのブロックに跨って建設されてブロック間の市道は廃止されたが、廃道となった道路機能はピロティ構造で同じ位置で通路として確保されていた。廃道敷と同面積をビル東側に交換取得して、既存道路を拡幅して幅12mの歩行者用通路を確保している。これら通路と道路の間の約1,500m2が総合設計制度による公開空地となっていた。
当初は、本格的な都市百貨店を標榜して開業し、岐阜市外を含む広域からの集客を目指した。開業初年度から休日は買い物客でにぎわうが平日は閑散とした。高級品を販売する店舗のイメージ修正を図り、エスカレーター付近でワゴンセールを始め、商品を高く積み上げ、下駄ばきで来てほしいとアピールし、外商担当者を当初の5名から30名に増強して、売上の確保を目指した。
岐阜市内の大型店の合計売上高も、前年同期比で約26％の伸びで、同じ柳ヶ瀬地区に店を構え当時の地域一番店だった岐阜近鉄百貨店は前年同期比で約11％減少した。当店の来店客は店内レストランで飲食して近隣飲食店は売上が伸びず、少し離れた徹明通や真砂町・昭和町などの衣料品店・宝飾店などは売上不振から飲食店などへ転業する店舗が相次いだ。

### 慢性的な経営悪化
最盛期の1991年（平成3年）は売上高約249億円を上げたが、ブランド品目当てなどの理由で2000年（平成12年）3月15日に開店した同じ髙島屋系の「ジェイアール名古屋タカシマヤ」などへ行く客が増え、郊外型の商業施設と競合も激化し、2000年代に売上高が200億円を割り込んだ。
1999年（平成11年）4月26日に近鉄百貨店傘下の株式会社京都近鉄百貨店が岐阜近鉄百貨店の閉鎖を決めた際、柳ヶ瀬地区の集客力低下もあり、当店も閉鎖が巷間された。
「（初代）岐阜髙島屋」は期間損益で黒字を計上したが、大幅に債務超過した。髙島屋は、地方都市で展開する子会社百貨店に無利息または低利で融資してグループ経営の足枷となっていた。髙島屋は消費不況で生き残りと新宿髙島屋出店を成功させるため、子会社を合併して財務体質の強化を目論み、1995年（平成7年）9月1日に横浜髙島屋、岐阜髙島屋、泉北髙島屋、岡山髙島屋、米子髙島屋の5社を吸収合併し、横浜髙島屋以外の4社が抱えていた累積損失約177億円の一掃を図った。これにより「岐阜髙島屋」は「髙島屋岐阜店」となった。
2004年（平成16年）4月1日に、髙島屋は経営合理化を目指して髙島屋岐阜店を完全子会社の「（2代目）岐阜髙島屋」として分社化した。5月12日に都市再生特別措置法に基づく都市再生緊急整備地域として「岐阜駅北・柳ヶ瀬通周辺地域」が指定され、10月22日に岐阜髙島屋が入居する平和ビルに対して都市再生特別地区（日ノ出町2丁目地区）の都市計画決定が告示され、特例措置適用により容積率が高度利用地区内の800%から最高限度1,000%に緩和された。2005年（平成17年）に公開空地「バラの広場」を店舗へ転換する改築を実施して売り場面積を18,787m2から20,390m2に増床し、10月1日に刷新開業した。衆楽館跡地に建設された岐阜髙島屋別館へ2006年（平成18年）12月1日に無印良品を入居させるなどの対策し、売上高は200億円台に回復した。その後若年層の百貨店離れや既存客の高齢化などから再び売上が漸減した。
2018年（平成30年）7月1日に「ふるさと納税特産品贈呈に関する協定」を締結した。11月2日に岐阜県・岐阜市・岐阜商工会議所と株式会社岐阜髙島屋の間で地域活性化に関する包括連携協定を締結し、古田肇岐阜県知事がテナント招致に協力するなど地元政財界の支援・協力も受けた。採算確保のための複数回の家賃減額交渉により、大家側は採算が取れない水準まで家賃を減額して支援をした。
ヤナゲンが2019年（令和元年）8月31日に大垣本店を閉店し、以降は岐阜県内で唯一の百貨店となった。
2019年（令和元年）から2023年（令和5年）にかけて従業員を約50人削減し、2023年（令和5年）2月期に（従来基準の）売上高約131億5700万円を確保したが、純利益は3100万円赤字に転落し、2024年（令和6年）2月期も赤字の継続が見込まれた。
建設から46年を経て設備の老朽化が進み、更新に約32億円が必要で、採算ラインを割り込む水準まで家賃減額を行っていたことから、大家は現状の家賃のままでの更新投資は困難として交渉が決裂した。親会社の髙島屋は2023年（令和5年）10月13日開催の取締役会で、2024年（令和6年）7月31日に髙島屋岐阜店の営業を終了するとともに、岐阜店を運営する株式会社岐阜髙島屋を8月31日に解散することを決議した。

### 閉店
2024年（令和6年）7月31日に髙島屋岐阜店は閉店し、岐阜県は山形県、徳島県、島根県に次いで国内4番目の百貨店がない都道府県となった。外商顧客はジェイアール名古屋タカシマヤに引き継がれるほか、岐阜市に同店の出張店舗の新設を検討していると報道され、9月2日にJR岐阜駅の商業施設「アスティ岐阜」2階に外商顧客を対象とする「タカシマヤメンバーズサロン」を10月14日予定で新設すると発表した。
2つの別館で営業する店舗のうち、南側別館に入居する衣料品店「岐阜高島屋パパス・マドモアゼルノンノン」は「パパス・マドモアゼルノンノン岐阜店」に改称して営業を継続し、隣の喫茶店「井ノ口珈琲スタンド 金神社前店」も営業を継続する。北側別館に入居する「無印良品 岐阜高島屋」は「無印良品柳ケ瀬店」に改称して2024年9月1日にリニューアルオープンし、本館に入居していた和菓子店・恵那川上屋も、無印良品柳ケ瀬店内で「恵那川上屋 栗市栗座 柳ケ瀬店」として営業を継続する。

## アクセス
最寄バス停は岐阜バス「柳ヶ瀬」または「金華橋通り柳ヶ瀬」、中心部ループ線「高島屋前」。
JR岐阜駅・名鉄岐阜駅から徒歩約15分。

## 歴史
- 1969年（昭和44年）
  - 5月10日 - 「柳ヶ瀬第三防災建築街区」の指定を受ける[13]。
- 1973年（昭和48年）
  - 2月7日 - 「柳ヶ瀬防災建築街区造成組合」総会、理事長選出[要出典][12][注釈 2]。
  - 8月22日 - 「株式会社平和ビル」を設立登記[13]。
- 1974年（昭和49年）
  - 5月23日 - 地鎮祭[13]。
  - 8月28日[広報 2] - ヤナゲンが70％・髙島屋が30％を出資して資本金1億円で「株式会社ヤナゲン髙島屋」を設立[10][45]。
- 1975年（昭和50年）11月12日 - 高度利用地区指定と[13]都市計画決定を受ける[4]。
- 1976年（昭和51年）
  - 3月27日 - 「柳ヶ瀬市街地再開発組合」設立を許可[4]。
  - 4月30日 - 「柳ヶ瀬市街地再開発組合」設立[4]。
  - 7月19日 - 「株式会社ヤナゲン髙島屋」が売場面積約20,767m2で届出[16]。
  - 9月22日 - 権利変換手続開始の登記[4]。
  - 10月 - ヤナゲンが出店を断念[11]。商号を「株式会社岐阜髙島屋」に変更[45]。
  - 10月8日 - キーテナントを「株式会社岐阜髙島屋」に決定[4]。
  - 12月21日 - 上棟式[4]。
- 1977年（昭和52年）
  - 8月31日 - ボイラー火入式、定礎式、点灯式[4]。
  - 9月22日 - 「平和ビル」が竣工[4]
  - 9月23日 - 開店[14]。
- 1995年（平成7年）9月1日 - 髙島屋に吸収合併される[29]。
- 2003年（平成15年） - 閉店時刻を午後6時30分から午後7時に変更[46]。
- 2004年（平成16年）
  - 4月1日 - 完全子会社の「（2代目）岐阜髙島屋」として分社化[31]。
  - 10月22日 - 都市再生特別地区（日ノ出町2丁目地区）を都市計画決定[33]。
- 2005年（平成17年）10月1日 - 増床リニューアルオープン[34]。
- 2006年（平成18年）12月1日 - 岐阜髙島屋別館に無印良品が入居[広報 4]。
- 2018年（平成30年）
  - 7月1日 - 「ふるさと納税特産品贈呈に関する協定」を締結[広報 5]。
  - 11月2日 - 岐阜県・岐阜市・岐阜商工会議所と株式会社岐阜髙島屋の間で地域活性化に関する包括連携協定を締結[広報 6]。
- 2023年（令和5年）10月13日 - 岐阜髙島屋の営業終了と株式会社岐阜髙島屋の解散を発表[広報 2]。
- 2024年（令和6年）
  - 7月31日 -  岐阜髙島屋が閉店[3][39]。
  - 8月31日 - 株式会社岐阜髙島屋が解散[広報 2]。

## 事業概要
- 地区の名称：柳ヶ瀬市街地再開発地区
- 事業の名称：柳ヶ瀬地区第一種市街地再開発事業
- 所在地：岐阜市日ノ出町二丁目、金町三丁目
- 施行者：柳ヶ瀬市街地再開発組合（柳ヶ瀬防災建築街区造成組合（日ノ出町・金町）の事業を継承）
- 都市計画決定日：1975年（昭和50年）11月12日
- 組合設立許可日：1976年（昭和51年）3月27日
- 事業年度：1975年度（昭和50年度） - 1977年度（昭和52年度）
- 総事業費：約83億円
- 地区面積：6,100m3
- 敷地面積：4,120m3
- 建築面積：3,112m3
- 延床面積：35,850m3
- 建ぺい率：75%
- 容積率：870%（高度利用地区及び総合設計制度により容積率の割増を適用）
- 建物構造：鉄骨鉄筋コンクリート造
- 階数：地下1階、地上11階、塔屋3階付
- 建物概要：東西68.50m×南北43.00m×高さ56.35m

※ 上記は建設当時のデータ。『都市再開発』30-31頁及び『岐阜市の都市計画』47,49頁による。